# 阿里岩礁
阿里岩礁是俄羅斯的島嶼，屬於科曼多爾群島的一部分，由堪察加邊疆區負責管轄，距離白令島約5.39英里，海岸線約1公里，最高點海拔高度53米，是多種鳥類的棲息地。